# Amol

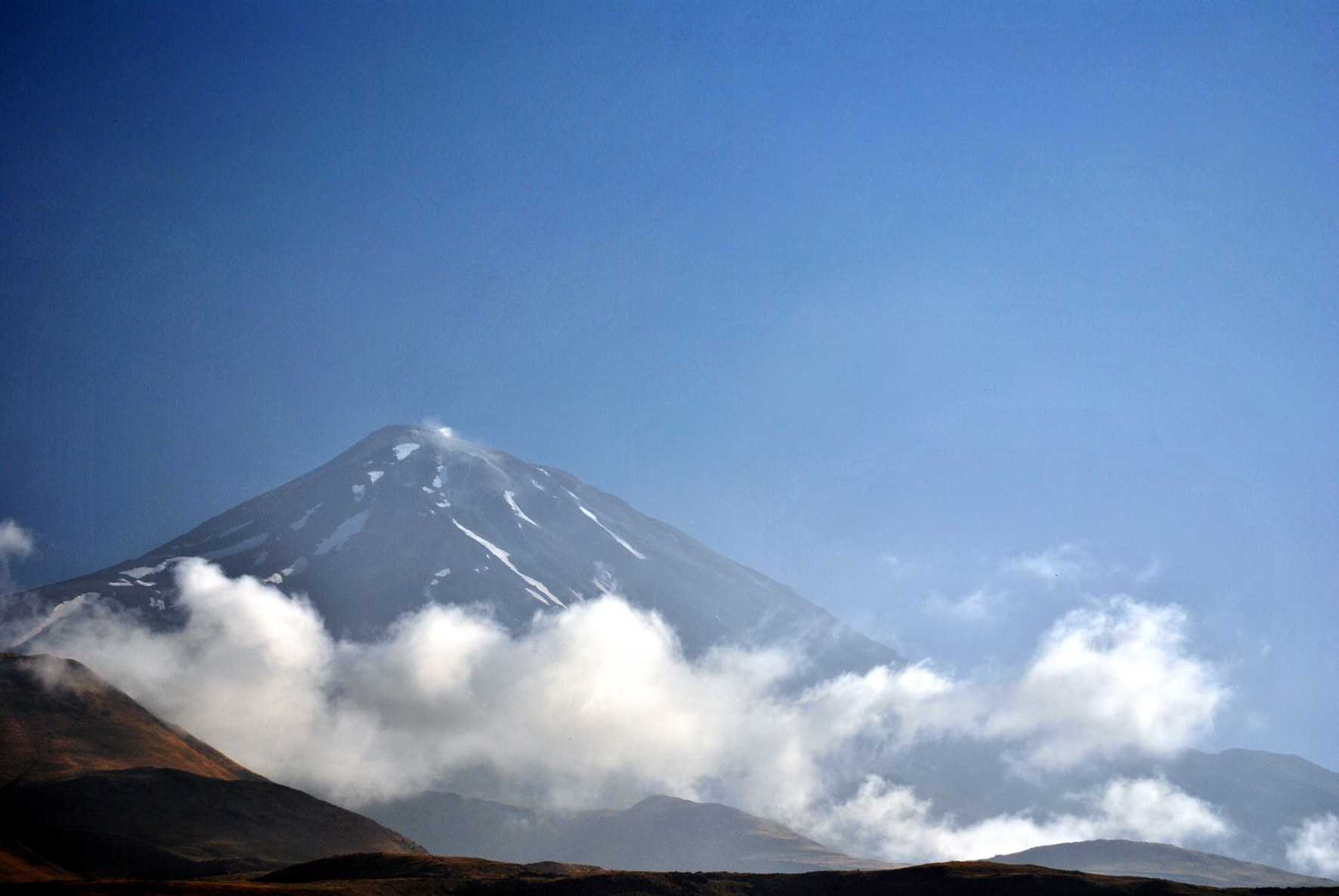
El Damavand, vist des d'Amol

Amol o Amul (persa: آمل) és una ciutat de la plana de Mazanderan, a la província de Mazanderan a l'Iran, a la vora del riu Haraz o Harhaz, a 20 km de la costa de la mar Càspia i 10 al nord de les muntanyes Alburz. És a 60 km a l'est de la capital provincial Sari i a 180 km de Teheran. La seva població el 2006 és de 199.698 habitants. Amol està agermanada amb Lahore, Pakistan.

## Geografia
Produeix taronges, arròs, ferro i carbó. La ciutat té una sèrie d'atractius turístics propers:
- La muntanya Damavand el punt més alt de l'Orient Mitjà.
- La Muntanya Lar amb el famós cim d'Haft Saran i els cims de Mehr Chal, Atashkadeh, Siyah Chal i Maaz.
- Riu Haraz que neix al Laridjan, corre 100 km per una vall, passa per Amol i desaigua a la Càspia.

Amol és la capital del comtat o districte d'Amol subdividit en tres comarques o sub-districtes.
| Mapa | Districte                  | Ciutat (c) / Ar (Agrupament rural) | Pobles |
| --- | -------------------------- | --- | ------ |
| Mar Càspia Mahmood · Abad Noor Babolsar Babul Província de Teheran Daboo- · dasht Central Laridjan Mont · Damavand Amol Rineh |                            | |        |
| Central | Amol, ciutat               | |        |
| Central | Bala Khiaban Litkooh - Ar  | Derazan, Haloomesar, Oskoo Mahalleh (c), Ziarood, ... |        |
| Central | Paeen Khiaban Litkooh - Ar | Hali Koti, Kelaksar, Marandeh (c)... |        |
| Central | Chelav -Ar                 | Alimestan, Khoshevash, Kondeva, Lehash, Neshel, Razeke (c), Tiar... |        |
| Central | Haraz-Pey-e Jonoobi - Ar   | Ahangar Kola, Aski Mahalleh, Kamangar Kola, Pasha Kola, Qadi Mahalleh (c), Qoroq... |        |
| Larijan | Rineh, ciutat              | |        |
| Larijan | Gazenak, ciutat            | |        |
| Larijan | Bala Larijan - Ar          | Ab Ask, Abgarm, Akha, Amir Abad, Dinan, Enheh, Garna, Gazaneh, Gilas, Ira, Kenar Anjam, Kondeloo, Lasem, Lazirak, Malar, Nava, Niak, Polemoon, Poloor, Shahandasht, Shams Abad, Vana, Ziar... |        |
| Larijan | Paeen Larijan - Ar         | Baijan (c), Haji Dela, Namar, Panjab... |        |
| Dabudasht | Darvish Kheyl, ciutat      | |        |
| Dabudasht | Daboo-ye Jonoobi - Ar      | Darzi Kola, Kachap, Kamangar Kola, Raees Abad (c), Rash Kola... |        |
| Dabudasht | Dasht-e Sar -Ar            | Baliran, Ejbar Kola, Firooz Kola, Najjar Mahalleh (c), Pasha Kola... |        |

## Història

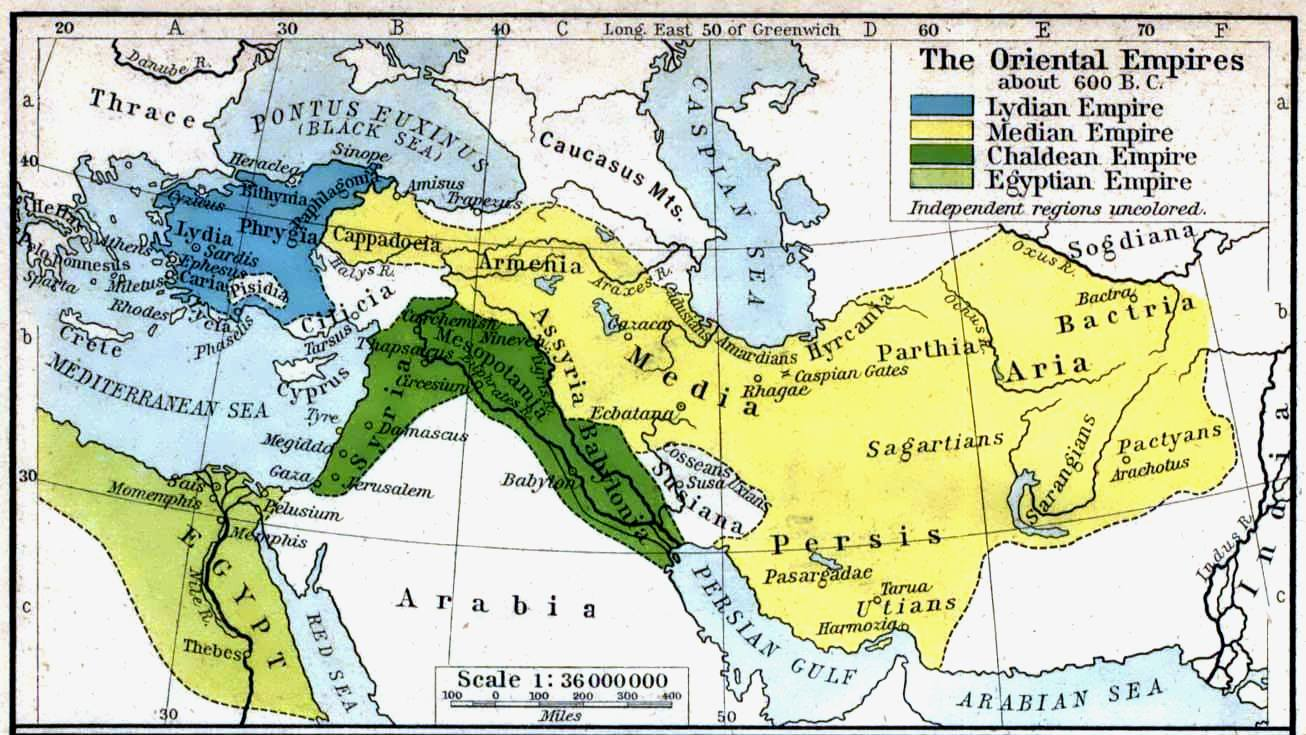
Mapa amb la situació dels amardis

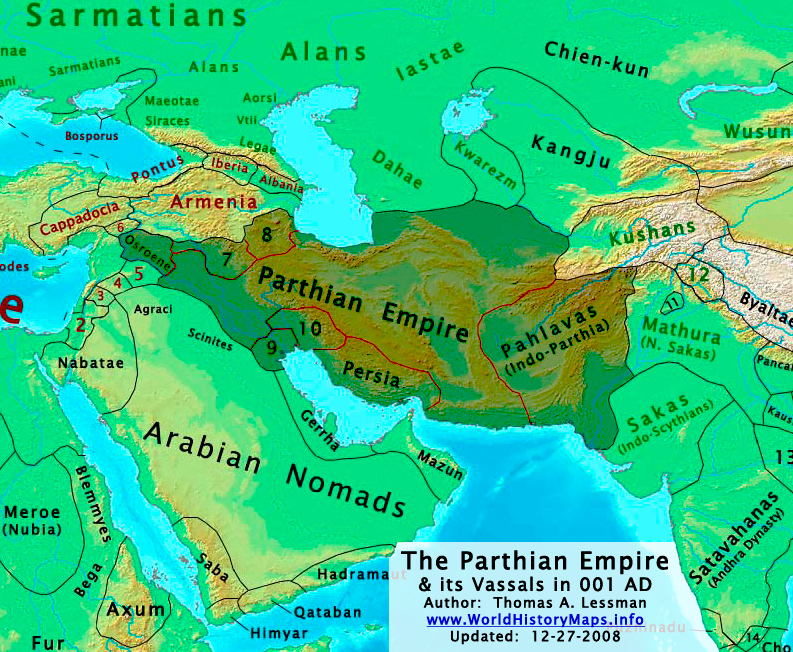
Mapa de Pàrtia

Amol és una ciutat antiga que els erudits relacionen amb el poble dels amardis. L'arrel seria Amard o Amardha que en pehlevi mitjà hauria derivat a Amui i en persa modern Amol. Fou capital de l'Iran des del temps almenys dels sassànides.
Ibn Isfandiyar diu que fou fundada per Amula, la filla d'un cap daylamita, casada amb el rei Firuz de Balkh; Hamdullah Mustawfi diu que el fundador fou el rei Tahmurath. Però tot són només llegendes. A l'època sassànida Amol amb el Gilan era seu d'un bisbat nestorià i és esmentada sovint al Shah-nama. En temps antics era una de les vuit de l'escola urbana Nizamiyya Amol era.Fou conquerida pels musulmans al segle vii i la població esdevingué musulmana sota el califa al-Mahdí (775-785). Amb els musulmans fou un centre industrial i comercial. Hi van néixer el Muhammad ibn Jarir al-Tabari (838-923) i el jurista Abu l-Tayyib al-Tabari. Al segle x era la capital del Tabaristan i era una ciutat prospera, habitada per savis i erudits, i plena d'activitat comercial. Ibn-Hawkal diu que era més gran que Qazwin i Esfahan.
El 1035/1036 fou saquejada pel gaznèvida Masud I ben Mahmud 1030-1040.
Va patir seriosament les invasions mongoles del 1220 i 1231 i va perdre el rang de capital a l'entorn del 1300 que va passar a Sari. El 1393 fou saquejada per Tamerlà. El 1629 fou visitada per Sir Thomas Herbert que diu que era florent i tenia unes 3.000 cases ben fetes. Va patir alguns terratrèmols i inundacions i en alguna d'aquestes vegades la ciutat fou traslladada al nord-est de l'antiga ciutat, les ruïnes de la qual es conserven. Està unida al port de Mahmudabad per carretera. El 1941 la seva població era de 14.166 habitants.

## Govern
L'autoritat de la ciutat és l'alcalde, que és elegit per una junta municipal. La junta municipal la trien periòdicament els residents de la ciutat. L'oficina central del municipi és al Palau Municipal d'Amol.

## Cultura
Llengua mazandarani (tabari). La majoria és xiïta.

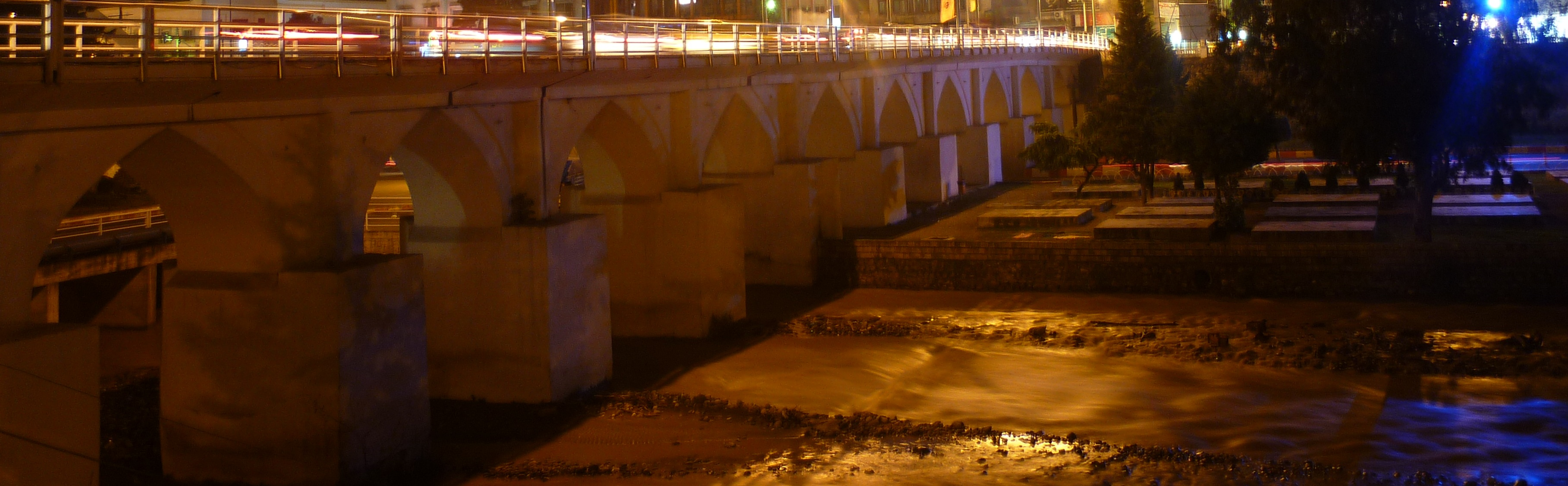

Les cançons i música populars d'Amol són cèlebres, i les tradicions tenen una llarga història. El gran poeta iranià mazandarani Taleb Amoli va néixer a Amol. És famosa l'artesania del Bazar d'Amol.
- Tomb Qadamgah Khezr Nabi

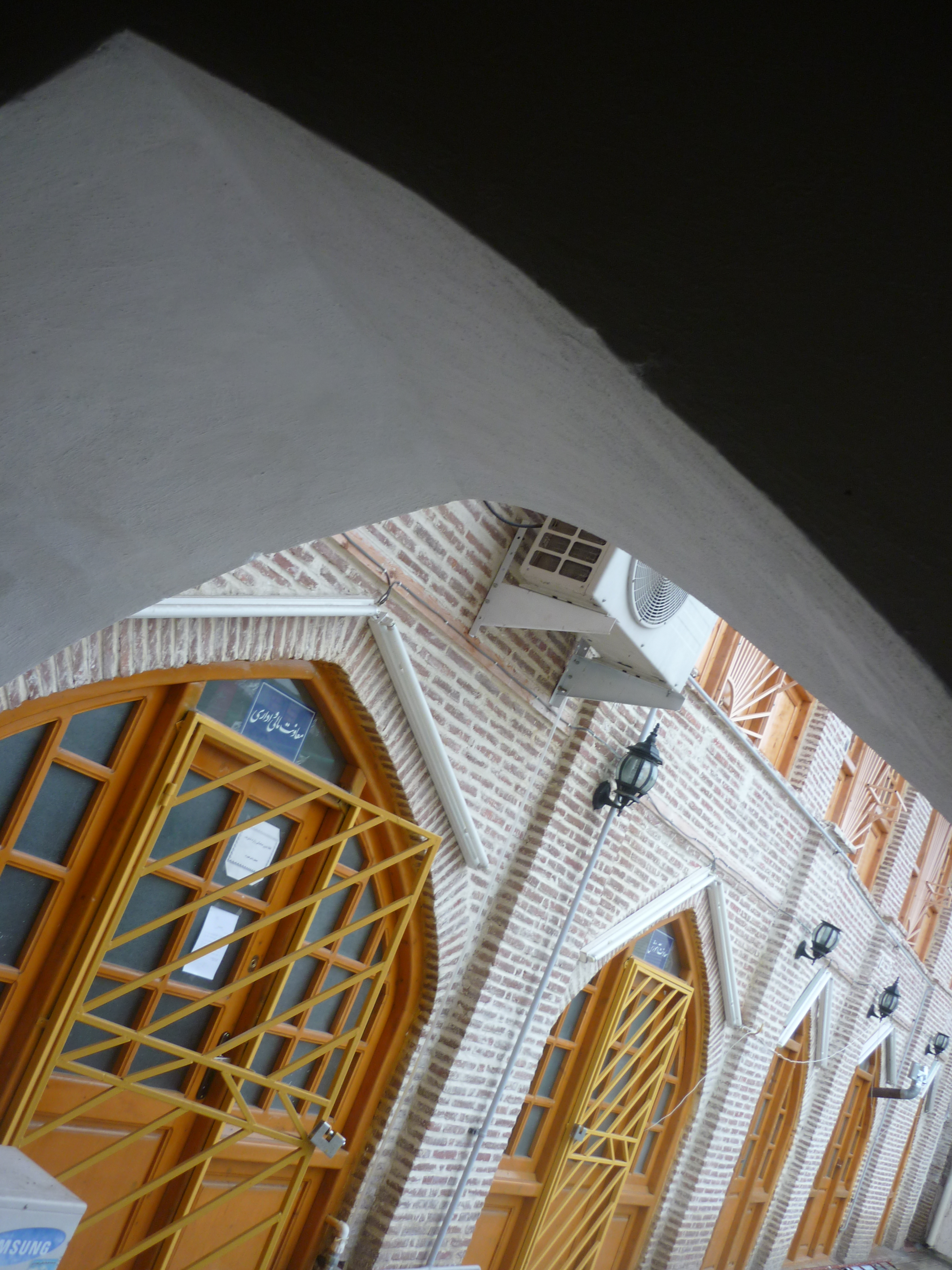
Mesquita aljama d'Amol

- Tomba Imamzadeh Ebrahim del segle xvi amb inscripció de 1519
- Capella de Mohammed Taher[5]
- Mausoleu Naser Kabir[6]
- Mausoleu Mir Haydar Amoli[7]
- Mashhad Mir bozorg (Mausoleu de Mir Ghavam-O-Din Mar'ashi) del segle XVI
- Banys d'Ashraf del segle XVII

## Persones destacades
- Ahmad Moshir al-Saltaneh